# Debreceni Vasutas Sport Club
El Debreceni VSC es un club de fútbol de Hungría de la ciudad de Debrecen. Fue fundado en 1902 y juega en la NB1. El club disputa sus partidos como local en el Nagyerdei Stadion, que tiene capacidad para 20.340 espectadores.
El club ha jugado durante gran parte de su historia en la máxima competición del fútbol húngaro, pero se convirtió en el más exitoso de Hungría desde 1999, y cuenta en su palmarés con siete ligas, seis Copas y cinco Supercopas. Alcanzó la fase de grupos de la Liga de Campeones de la UEFA 2009–10 por primera vez en su historia, donde jugó contra Liverpool, Lyon y la Fiorentina, equipo al que solamente logró marcarle goles (no obtuvo puntos).
El apodo del club es Loki (Lokomotiv), debido a su vínculo con el sector del ferrocarril húngaro, pues su nombre completo, Debreceni Vasutas Sport Club, significa "Club Deportivo del Ferrocarril de Debrecen". Los colores tradicionales del club son el rojo y el blanco, que coinciden con los colores del escudo de la ciudad.

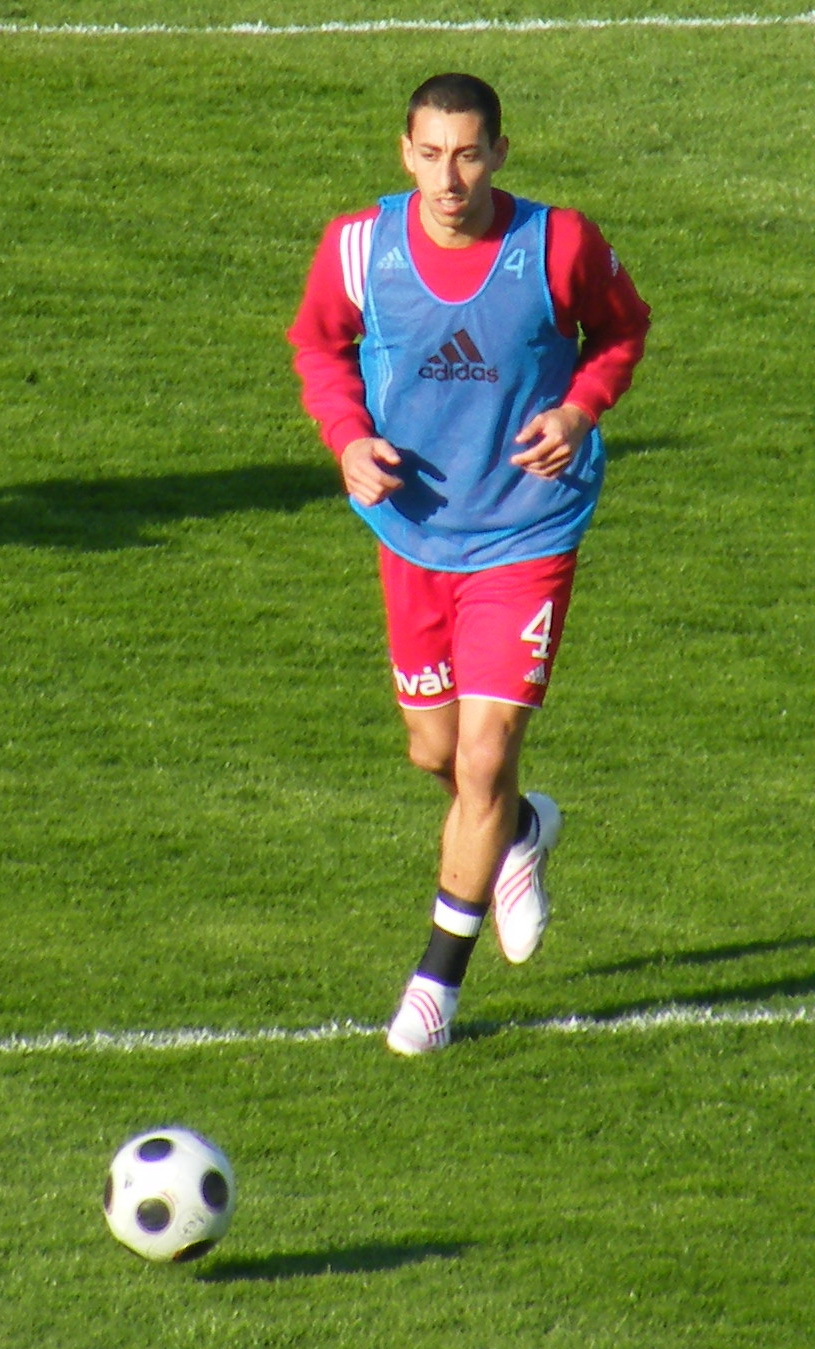
Leandro de Almeida ayudó al club a ganar su primer título de la NBI en el 2005.

## Historia

### Fundación y primeros años (1902–1942)
El club fue fundado el 12 de marzo de 1902 e inicialmente fue conocido como "Egyetértés Futball Club", pero cuando pasó a ser independiente fue renombrado "Debreceni Vasutas Sport Club" (Club Deportivo del Ferrocarril de Debrecen). En 1926, el profesionalismo llegó a la escena del fútbol húngaro, con el desafortunado resultado de que el "Bocskay FC" se formó con jugadores del Debreceni y los rivales de la ciudad DKASE y DTE, por lo que Bocskay gobernó el fútbol en Debrecen durante quince años, mientras que el Debreceni estuvo luchando en las divisiones inferiores. En 1940, la división profesional/amateur de los jugadores fue abolida y Bocskay sufrió un colapso financiero, volviendo el Debreceni a ser el club principal de la ciudad. El Debreceni alcanzó la Primera división de Hungría por primera vez en su historia en la temporada 1942-43, pero posteriormente sufrió una época de constantes descensos y ascensos durante los próximos cincuenta años, sufriendo ocho pérdidas de categoría, e incluso comenzó la temporada 1967 en tercera división. Durante este período, el club sufrió una serie de cambios de nombre. Se convirtió en "Debreceni Vasutas Sport Egyesület" en 1948-49, "Debreceni Lokomotiv" (de ahí el apodo) en 1949, "Debreceni Törekvés" en la temporada 1955-56, y fue conocido como "Debreceni Vasutas SC" desde 1957 a 1979. En ese año, los dos equipos de la ciudad, el Debreceni y el DMTE se fusionaron llamándose Debreceni Munkás Vasutas Sport Club (DMVSC), pero después de diez años, los clubes se dividieron de nuevo y el equipo adoptó su nombre actual.

### Regreso a Primera y estabilidad (1993–2001)

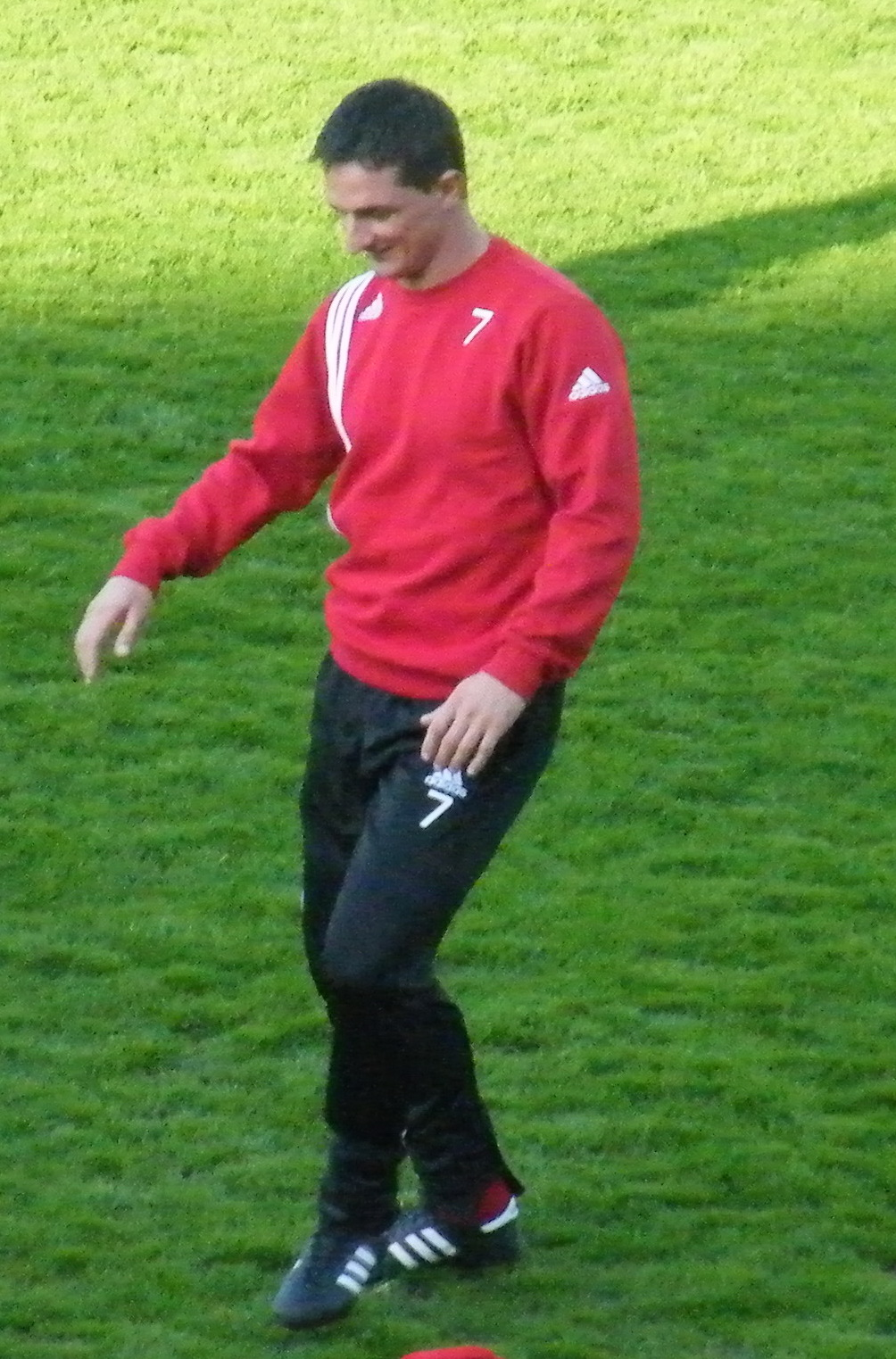
Tibor Dombi fue el primer ícono del equipo.

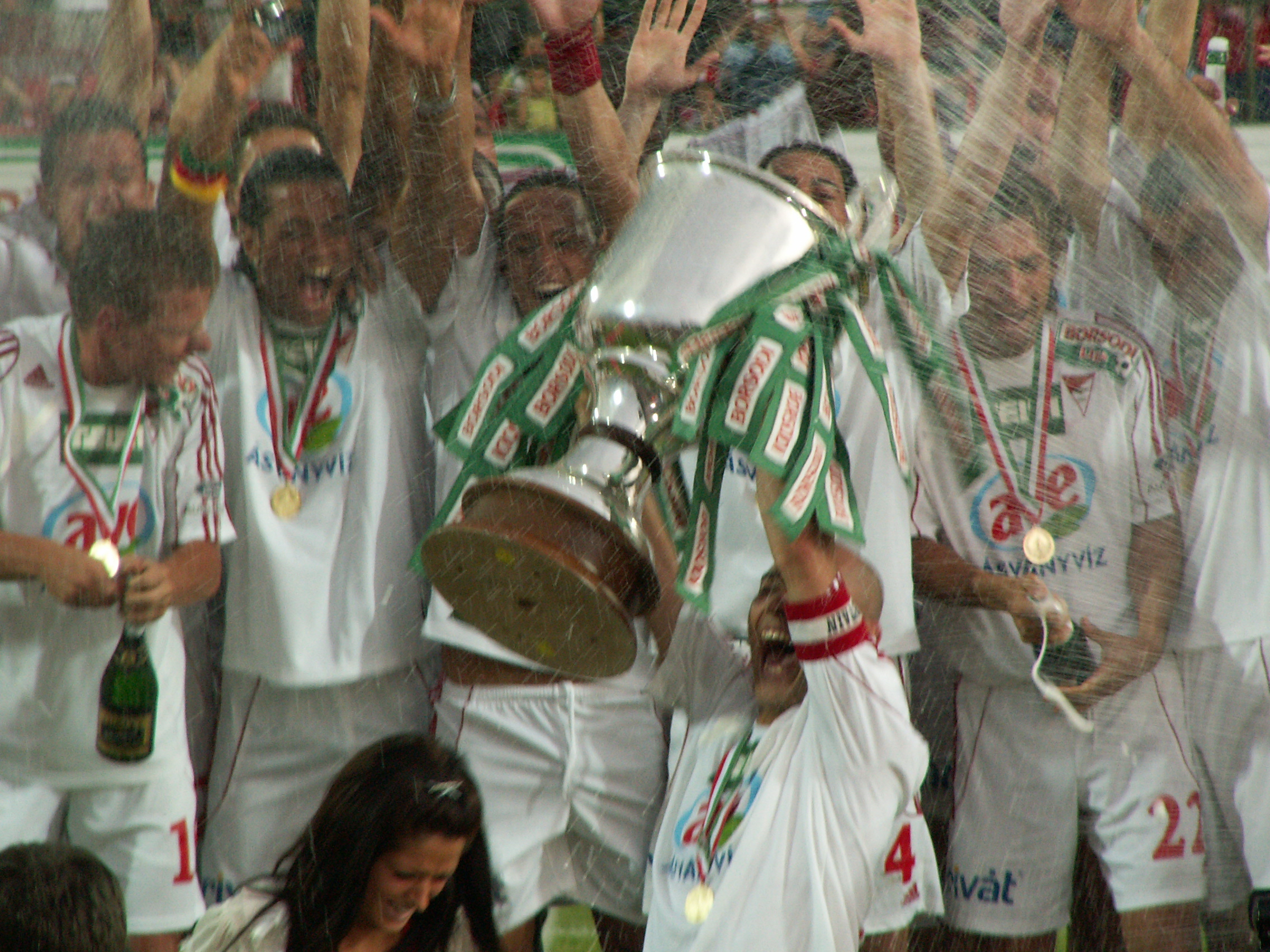
El tercer título de la NBI en la temporada 2006/07.

El primer período exitoso del Debreceni fue desde su ascenso más reciente a la Primera división en 1993, y desde entonces el club ha ganado todos sus títulos nacionales de Copa de Hungría en 1999 y 2001, y el título de Liga de Hungría por primera vez en 2005. Aunque el equipo descendió a NBII en 2001 como resultado del arbitraje cuestionable en los partidos en casa (el colegiado Béla Kiss fue ayudado a escapar del estadio por parte de los funcionarios con el fin de evitar la ira de la multitud después de un partido contra el Budapest Honvéd FC), pero el, por aquel entonces, recién ascendido VBK Előre SC no podía permitirse el lujo de jugar en la NB1 por primera vez en la falta de las condiciones financieras necesarias, por lo tanto el Debreceni se mantuvo en la máxima categoría como el mejor equipo relegado de acuerdo a las normas y reglamentos del campeonato que dio lugar a cierta polémica.

Debrecen ante el Budapest Honvéd FC en 2007

Los primeros partidos internacionales se disputaron en 1998 en la Copa Intertoto. El Debreceni VSC derrotó al FC Dnepr Mogilev, FC Hradec Králové, FC Hansa Rostock, y perdió ante el Ruch Chorzów en las semifinales. En 1999 el Debreceni jugó en la primera ronda de la Copa de la UEFA 1999-00 y fueron eliminados por el alemán VfL Wolfsburg 3-2 en el global. A pesar de ello, el Debrecen venció al club alemán por 2-1 en casa, pero perdió por 2-0 en Alemania, por lo tanto, la primera temporada de la Copa UEFA terminó para el Debrecen.
En el año 2001 en Debrecen vencer al club de Moldavia Nistru Otaci 3-1 en el global de la primera ronda de la Copa de la UEFA 2001-02. En la segunda ronda de la Copa de la UEFA el Debrecen jugó con el club francés del Girondins de Bordeaux. Perdieron 5-1 en Burdeos, pero se impusieron al club francés por 3-1 en Hungría.
En la Copa de la UEFA 2003-04 el Debreceni empató con el FK Ekranas de Lituania en el partido de ida de la fase de clasificación, mientras que en el partido de vuelta el resultado fue el mismo. Después de un tiempo extra, el Debrecen anotó el decisivo gol y ganó 3-2 en el global. En la primera ronda tuvo que enfrentarse al NK Varteks. Debrecen ganó los dos encuentros, 3-1 en la ida y 2-3 en el partido de vuelta. El equipo ganó 6-3 en el global provocando la dimisión del entrenador del club croata. En segunda ronda se enfrentó al PAOK FC griego. En el partido de ida empató 1-1 en el estadio de la Tumba de Salónica. En Debrecen, el resultado fue un empate sin goles, por lo tanto, el Debreceni pasó por los goles anotados fuera de casa (1-1). En tercera ronda se enfrentaron con el Club Brugge KV belga. En el partido de ida el Debreceni fue derrotado por 1-0 en el estadio Jan Breydel y el partido de vuelta acabó sin goles, por lo que el club húngaro quedó eliminado.
Atila Supka se convirtió en el nuevo entrenador del Debrecen en noviembre de 2004, después de que Lázár Szentes dimitiese. Durante el mandato de Atila Supka, el Debreceni húngaro se proclamó campeón de Hungría en dos ocasiones (2005 y 2006). Atila Supka renunció tras perder ante el Rabotnicki Skopje en la segunda ronda de la fase de clasificación de la Liga de Campeones 2006-07.
En la temporada 2003-04, el club ferroviario terminó en tercer lugar, por lo que podría jugar en la Copa Intertoto de la UEFA 2004-05. En la primera ronda se enfrentó al Spartak Trnava y en el partido de ida perdió 3-0 en Trnava, Eslovaquia, mientras que en casa ganaron 4-1. Debrecen fueron eliminados de la Copa Intertoto por el valor doble de los goles anotados fuera de casa (4-4).

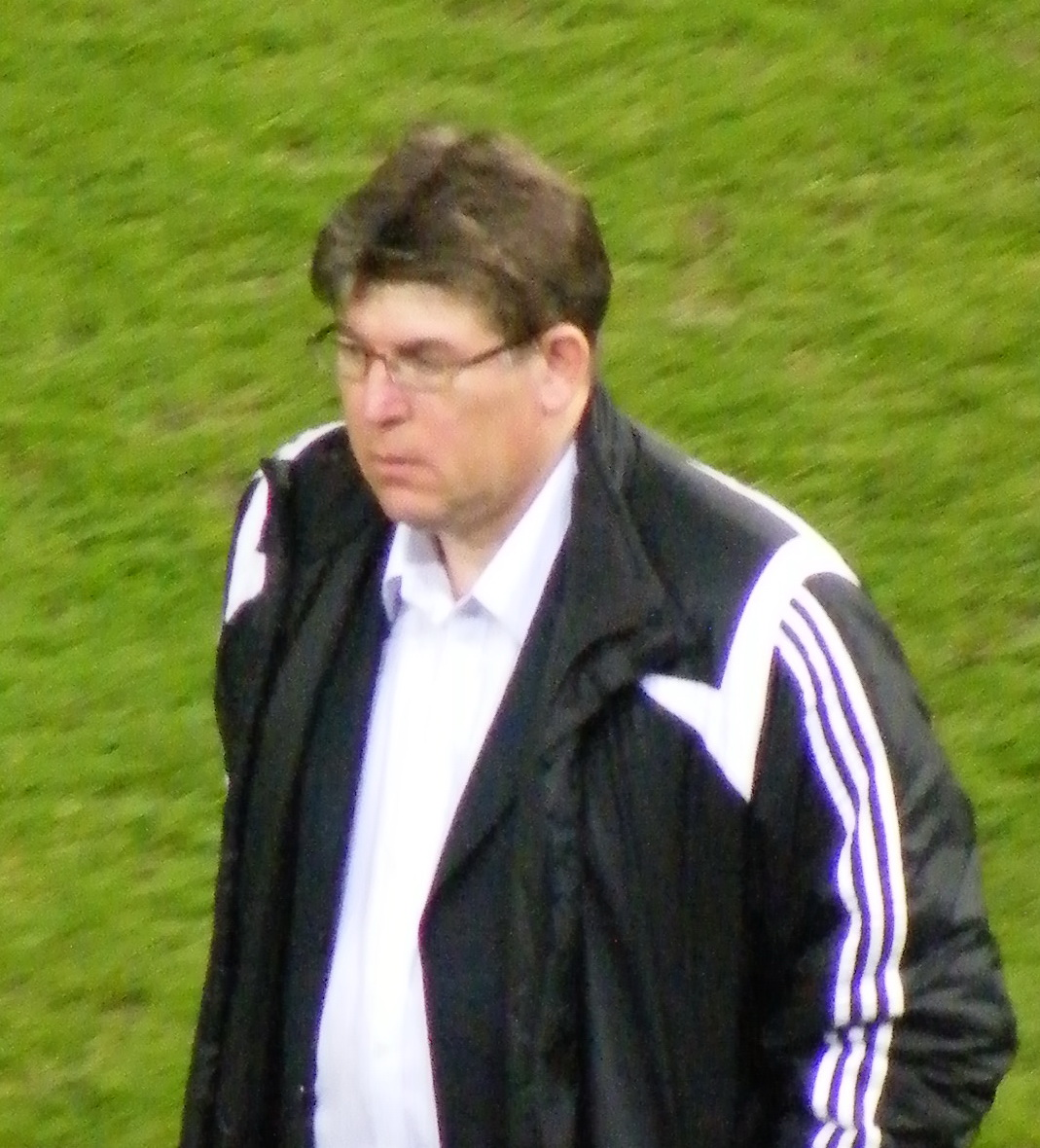
András Herczeg fue el entrenador que guio al club a la fase de grupos de la UEFA Champions League y la Europa League

### Campeón húngaro y época dorada (2005-presente)
En 2005 el club ganó su primer título del Campeonato Nacional de Hungría anterior tras superar al Ferencvárosi TC en seis puntos. Igor Bogdanovic y Kerekes Zsombor anotó 27 de los 57 goles. La plantilla que se proclamó campeona era: Norbert Csernyánszki, Sandro Tomić, Péter Andorka, Csaba Bernáth, Igor Bogdanović, Zoltán Böőr, Tibor Dombi, Balázs Dzsudzsák, László Éger, Ronald Habi, Péter Halmosi, Gyula Hegedűs, Zsombor Kerekes, Zoltán Kiss, Miloš Kolaković, Ádám Komlósi, András László, Leonardo de Almeida, Csaba Madar, Balázs Nikolov, Tamás Sándor, Illés Sitku, Csaba Szatmári, Béla Virág. Como consecuencia, el equipo podría jugar en la Liga de Campeones de la UEFA por primera vez.
El primer partido en la UEFA Champions League 2005-06 clasificación se jugó en 2005 contra el campeón croata del Hajduk Split. El Debreceni VSC venció al equipo balcánico con 8-0 en el total de goles, pues venció al Hajduk Split por 3-0 en casa y 5-0 fuera. En la siguiente ronda Debreceni VSC tuvo que enfrentarse a uno de los grandes equipos de Europa, el Manchester United FC y perdió 0-6 en el global.

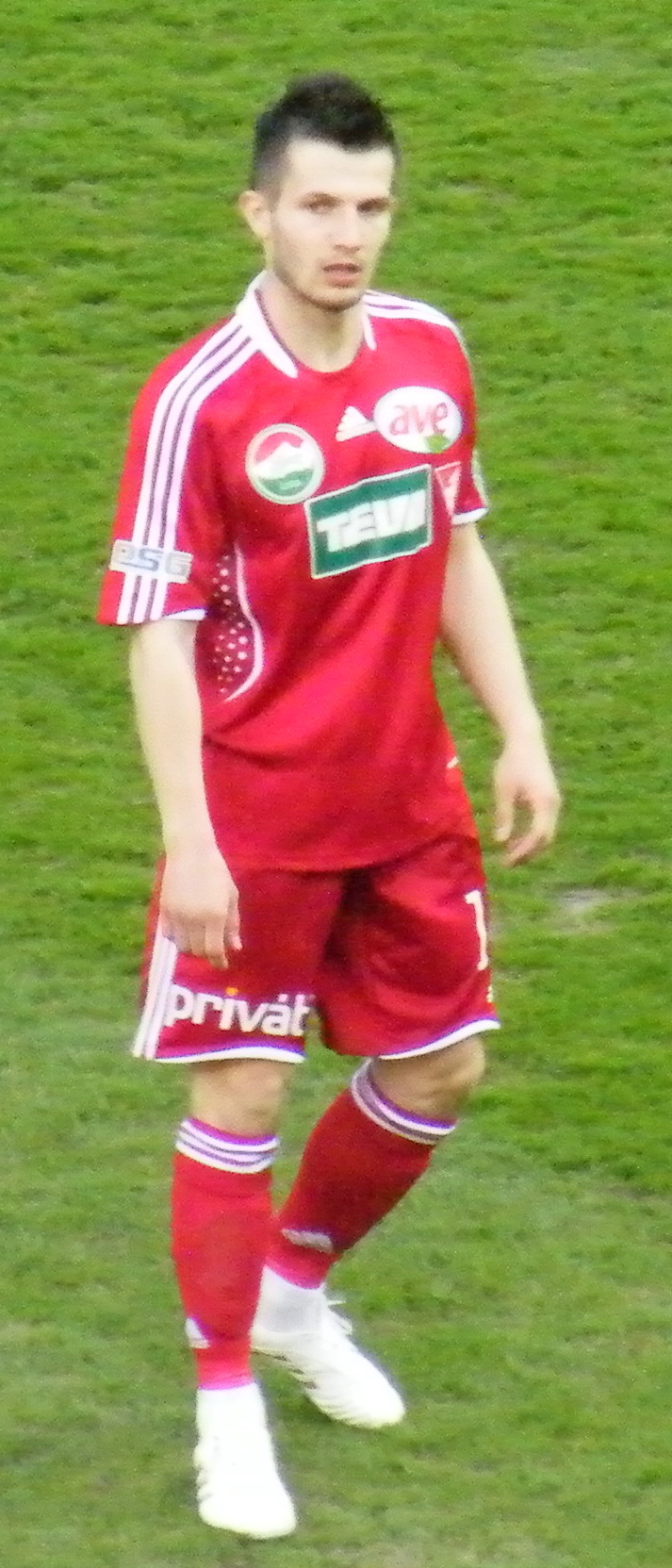
Gergely Rudolf jugó en el Debrecen antes de pasar a la Serie A de Italia con el Genoa C.F.C.

El Debrecen pudo consolarse con la Copa de la UEFA 2005-06, pero tampoco tuvo suerte en el sorteo, ya que se enfrentaron al Shaktar Donetsk ucraniano. En el partido de ida (15 de septiembre de 2005) el club ucraniano venció Debrecen 4-1 en el estadio RSC Olimpiyskiy en Donetsk, Ucrania. El único gol fue anotado por el húngaro Ibrahima Sidibe. En la segunda etapa (29 de septiembre de 2005) Debrecen perdió 2-0 en el Stadion Oláh Gábor Út. Debrecen fueron eliminados 6-1 en el global.
Debrecen logró duplicar la hazaña y ganar el Campeonato Nacional de Hungría I 2005-06, después en la última ronda el 3 de junio, que derrotó 4-1 Pápa, y el entonces líder de la liga de Újpest FC (que tenía la misma cantidad de como puntos de Debrecen, pero había gana más de distancia) perdió ante Fehervar en una batalla climática que termina en 3-1, que también causó Fehérvár para colocar tercera.

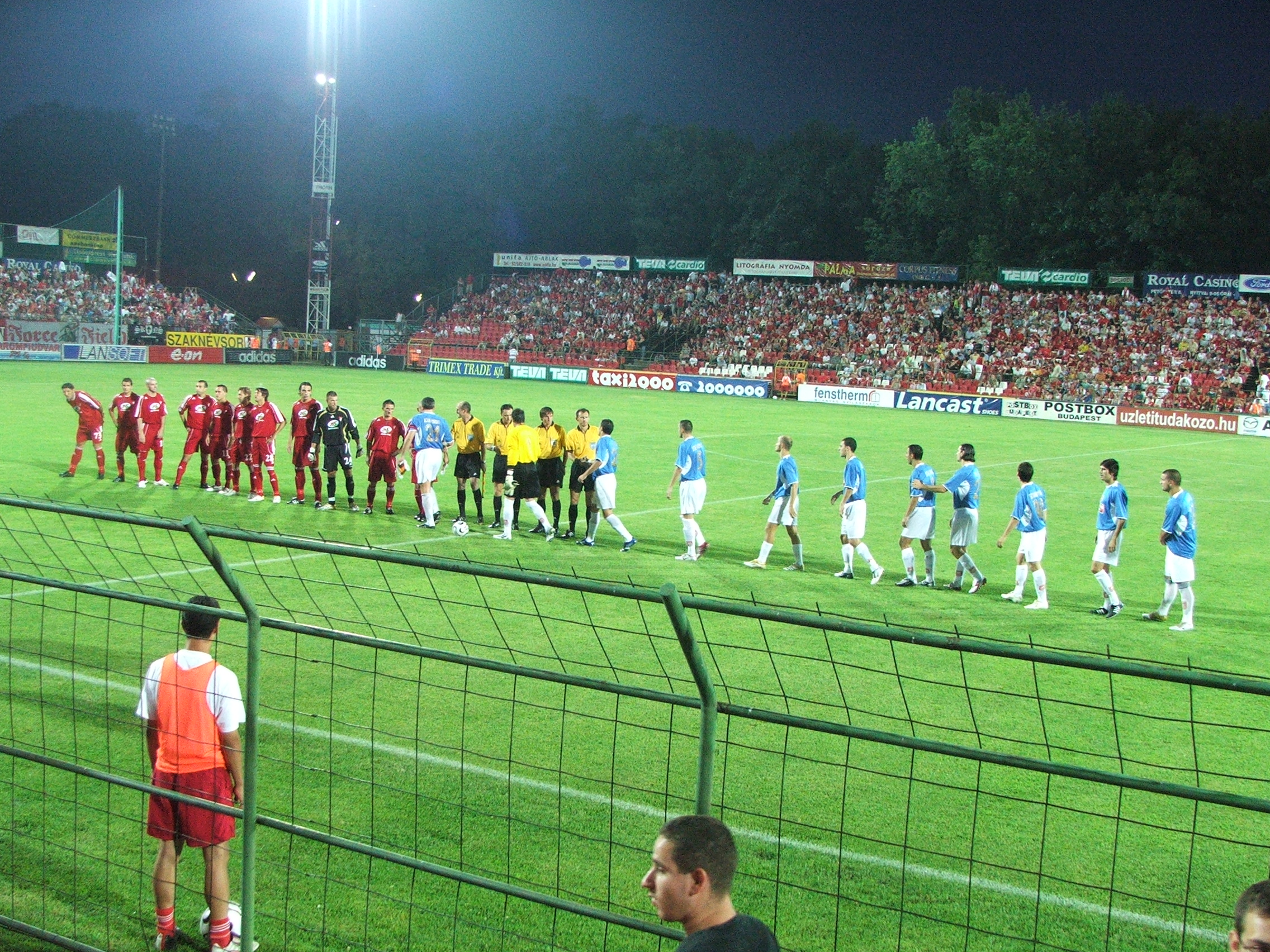
Partido clasificatorio en la Liga de Campeones de la UEFA 2006-07 ante el FK Rabotnički de Macedonia.

En las eliminatorias de la UEFA Champions League 2006-07 Debrecen ante el campeón macedonio Rabotnicki Skopje. En el partido de ida (26 de julio de 2006) Debrecen empató en casa en el Stadion Oláh Gábor ut. la meta de Hungría fue anotado por Robert Zsolnai. En la segunda etapa (2 de agosto de 2006) Debrecen tomó la delantera por un gol de Ibrahim Sidibe en el minuto 20, pero Rabotnicki anotó cuatro goles más. Debrecen fueron eliminados de la Liga de Campeones de la UEFA en el global de 5-2. Después de ser eliminado de la Liga de Campeones Supka renunció.
Miroslav Beránek fue nombrado como el entrenador en jefe de Debrecen en agosto de 2006. Durante el entrenamiento de Miroslav Beránek Debrecen pudo ganar el Campeonato de Hungría una vez.
En el Campeonato Nacional de Hungría convirtió al Debrecen en la temporada 2006-07 nuevamente campeón en el 28 día de partido superando Rákospalotai Educación y Cultura en su propio terreno. Debrecen se convirtió en el primer no-Budapest equipo de ganar el título de Hungría, por tercera vez en fila.
En 2007, András Herczeg fue designado como el gerente del club. Debrecen alcanzó su cenit durante este período. El equipo puede ganar la Liga de Hungría en dos ocasiones, la Copa de Hungría dos veces y podría calificar para la fase de grupos de la Liga de Campeones 2009-10 y para las fases de grupos de la Europa League 2010-11.
Primer trofeo András Herczeg fue ganada contra el Budapest Honvéd por 4-1 en el global. El partido de ida terminó 1-1 en el estadio Bozsik. En el partido de vuelta Balázs Dzsudzsák marcó dos goles, mientras que los objetivos de terceros fue anotado por el beso de Zoltán.
En la Liga de Campeones de la UEFA 2007-08, Debrecen temporada entró en la segunda ronda de clasificación. Debrecen ante el Elfsborg, campeón sueco. El club sueco ganó el partido de ida por 1-0, mientras que un empate sin goles en Suecia fue suficiente para Elfsborg, que pasar a la tercera ronda clasificatoria. Debreceni VSC fue eliminado de la Liga de Campeones de 1-0 en el global.
En la Liga la temporada 2007-08 de Hungría Debrecen terminó segundo, mientras que el MTK convirtió en la primera. Debrecen de Hungría ganó la Copa en la temporada 2007-08 jugando Budapest Honvéd en la final 9-1 en el global. Teniendo en cuenta el hecho de que Debrecen terminó segundo en la Liga de Hungría y ganó la Copa de Hungría, el club se clasificó para la Copa de la UEFA de la temporada 2008-09. Debrecen tuvo que entrar en la primera ronda de clasificación.
Como Debrecen ya no podría ganar el campeonato húngaro, tuvo que jugar en la Copa de la UEFA 2008-09. En la primera ronda de la región Centro-Oriente se dibujó en Kazajistán 1-1 ante el FC Shakhter Karagandy, mientras que en el partido de vuelta que se impuso al equipo de Kazajistán por 1-0. Debrecen qualifyied para la segunda ronda por 2-1 en el global. En la segunda ronda de Debrecen ante los suizos, el BSC Young Boys. En el partido de ida perdieron por 4-1 en Berna. En el partido de vuelta que perdió 3-2 en casa. Debrecen fue eliminado de la Copa de la UEFA por 3-7 en el global.

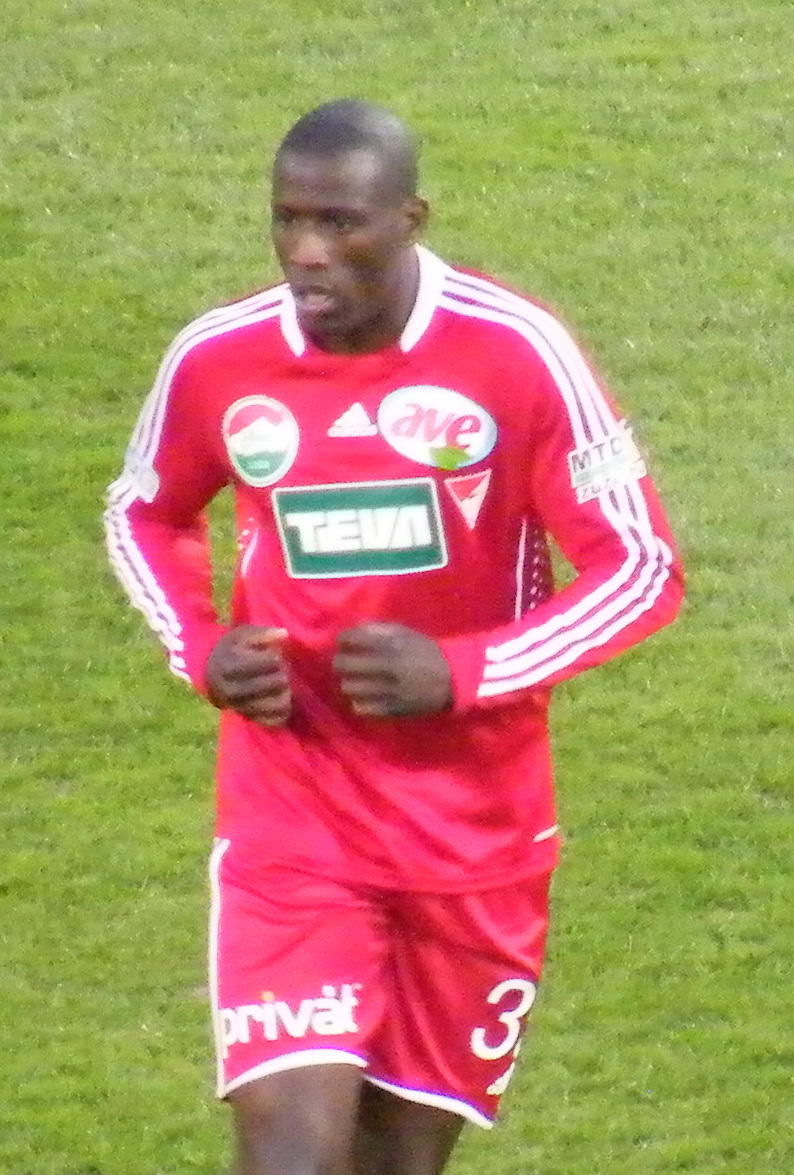
Adamo Coulibaly jugó en el Debreceni antes de pasar al RC Lens de Francia.

Debrecen ganó el Campeonato Nacional de Hungría I 2008-09 tras vencer a sus rivales provinciales Diósgyőri VTK 3.2 de distancia. Debrecen se convirtió en el más exitoso equipo de Budapest no en Hungría, con cuatro títulos del campeonato húngaro.

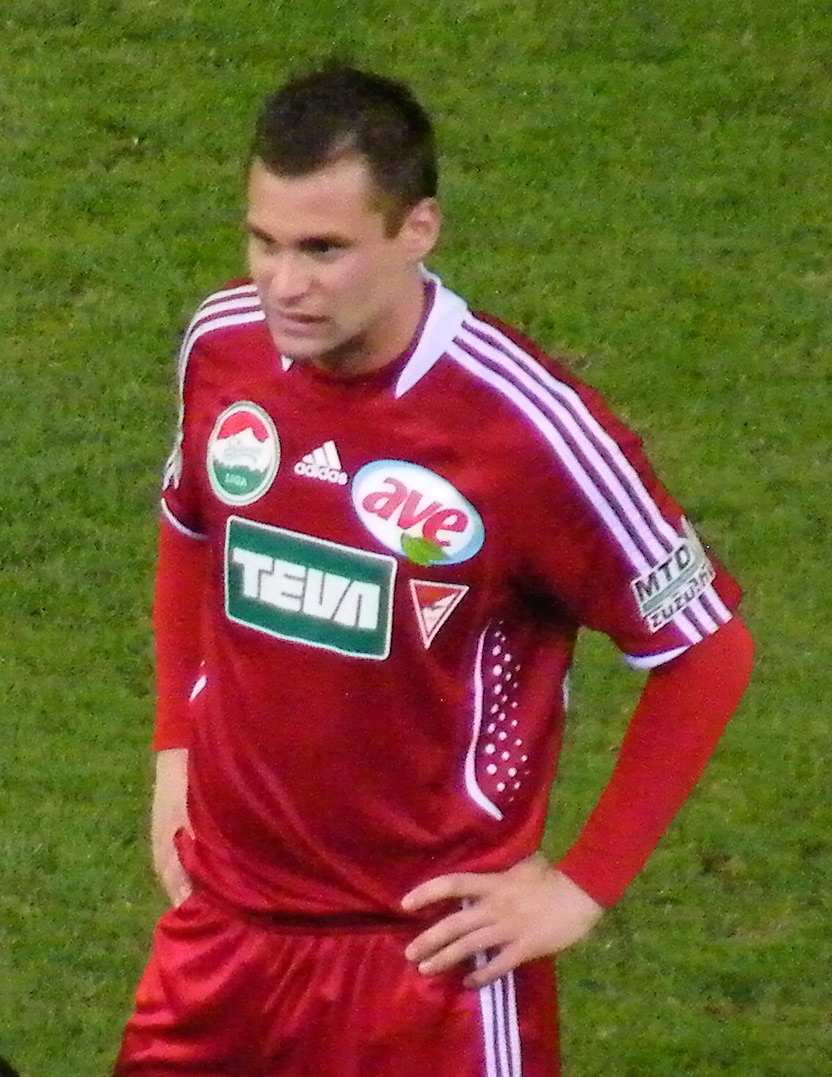
Péter Czvitkovics regresó al Debreceni tras estar en el K.V. Kortrijk de Bélgica en 2012.

El 15 de julio de 2009 Debreceni VSC venció al Kalmar FF por 2-0 en casa con goles de Zoltán Kiss y József Varga. En el partido de vuelta, el Debrecen perdió con el campeón de Suecia por 3-1, pero podrían calificar para la siguiente ronda , ya que ganó por goles de visitante. En la tercera ronda de la Liga de Campeones Debrecen jugó su primer partido en Estonia contra el Levadia Tallin el 29 de julio de 2009. Debrecen pudo ganar gracias a mls coincidir con la meta de 70 minutos de Leandro. En casa, en Debrecen, el 5 de agosto de 2009, el equipo pudo vencer al campeón de Estonia por 1-0. En los play-offs de la UEFA Champions League 2009-10 Debrecen ante el campeón búlgaro de PFC Levski Sofia. El primer partido se jugó en Sofía el 19 de agosto de 2009, en Debrecen pudo vencer al club de Bulgaria por 2-1. Aunque el PFC Levski Sofia pudo anotar el empate, Debrecen fueron capaces de resond con un gol que llegó en el minuto 76 por Péter Czvitkovics. Debrecen ganó el partido de ida de la repesca en Bulgaria. Debrecen venció el PFC Levski Sofia por 2-0 frente a 32.000 espectadores y ganó 4-1 en el global. Se sintieron atraídos en el grupo E de la competencia junto con el Liverpool FC, Olympique Lyon y ACF Fiorentina. Debrecen jugó su primer partido de Liga de Campeones jamás grupo contra el Liverpool en Anfield Road. El único gol del partido fue anotado por Kuyt. A pesar de Debrecen no pudieron obtener los puntos de los partidos de grupo, sus seguidores pueden disfrutar del ambiente de la Liga de Campeones.

## Estadio

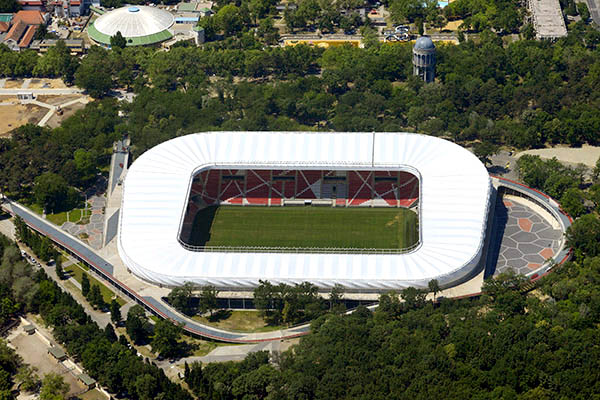
Vista aérea del moderno estadio del club, Nagyerdei Stadion.

El Debrecen jugó sus partidos en casa entre 1989 y 2014 en el Stadion Oláh Gábor Út, que tenía una capacidad para 12 500 espectadores. Después de ganar su primera liga húngara se encontró que el estadio no cumplía los criterios exigidos por la UEFA para albergar partidos oficiales en competición europea. Por lo tanto, los partidos de la UEFA Champions League y la UEFA Europa League más importantes tuvieron que ser jugados ya sea en el estadio Ferenc Puskás.
El 1 de mayo de 2014 se inauguró el nuevo Nagyerdei Stadion, estadio de propiedad municipal en el que el club juega desde entonces sus partidos como local. Cuenta con una capacidad de 20 340 espectadores sentados y es calificado como estadio de 4 estrellas según los criterios de la UEFA. El recinto es también utilizado por la selección de Hungría para disputar sus partidos internacionales como local mientras el estadio nacional se encuentra bajo reconstrucción.

## Jugadores

### Jugadores destacados
| País                | Jugador |
| ------------------- | --- |
| Hungría             | - László Arany - János Balogh - László Bodnár - Béla Bodonyi - Zoltán Böőr - Péter Czvitkovics - Tibor Dombi - József Duró - Balázs Dzsudzsák - László Éger - Róbert Feczesin - István Ferenczi - Péter Halmosi - Zsombor Kerekes - János Kiss - Zoltán Kiss - Ádám Komlósi - Attila Kuttor - Zsolt Laczkó - Leandro - Csaba Madar - Miklós Moldván - Balázs Nikolov - Sándor Paróczai - Zoltán Petö - Attila Plókai - Sándor Rostás - Gergely Rudolf - Sándor Sallai - Tamás Sándor - Illés Sitku - Tamás Szekeres - Zoltán Szélesi - Zoltán Takács - Dániel Tőzsér - József Varga - Gábor Vincze |
| Brasil              | - Coelho - Flávio Pim - Franciel - Marco Tulio - Vinicius |
| Camerún             | - Daniel Chigou - Etogo Awoundza Essama - Dorge Kouemaha - Mbengono Yannick |
| Croacia             | - Mate Eterović - Ronald Habi - Sandro Tomić |
| Francia             | - Adamo Coulibaly - Jimmy Jones Tchana |
| Gabón               | - Thierry Issiémou |
| Alemania            | - Thorsten Flick - Jörg Schmidt |
| Georgia             | - Kakhaber Chkhetiani |
| Honduras            | - Luis Ramos |
| Macedonia del Norte | - Ǵorǵi Hristov - Mirsad Mijadinoski - Aco Stojkov |
| Montenegro          | - Bojan Brnović - Vukašin Poleksić - Dragan Radojičić |
| Nigeria             | - Omagbemi Dudu |
| Rumania             | - Miklós Belényesi - Relu Buliga - Cornel Casoltan - Cornel Constantin - Zsombor Fazekas - Tibor Földvári - Alexandru Gaica - Liviu Goian - Nicolae Ilea - Sabin Ilie - Gheorghe Marginean - Ion Radu - Emil Raducu - Radu Sabo - Tibor Selymes - Dan Stupar - Marius Şumudică - Dorel Toderas - György Tulba |
| Senegal             | - Ibrahim Sidibe |
| Serbia              | - Ljubiša Aleksić - Igor Bogdanovic - Božidar Ćosić - Vasile Ćupić - Zoran Djurisić - Goran Jevtić - Miloš Kolaković - Vladimir Nenadić - Lóránt Oláh - Đorđe Pantić - Dejan Srdić - Tibor Szabó - Dragan Vukmir |
| Eslovaquia          | - Károly Czanik - Jozef Majoroš - Otto Szabó |
| Ucrania             | - Viktor Hrachov - Viatcheslav Medvid |

## Palmarés

### Torneos nacionales
- Nemzeti Bajnokság I (7): 2004/05, 2005/06, 2006/07, 2008/09, 2009/10, 2011/12, 2013/14.
  - Subcampeón (1): 2007/08.

- Nemzeti Bajnokság II (1): 2020/21

- Copa de Hungría (6): 1998/99, 2000/01, 2007/08, 2009/10, 2011/12, 2012/13.
  - Subcampeón (2): 2002/03, 2006/07.

- Supercopa de Hungría (5): 2005, 2006, 2007, 2009, 2010.

- Copa de la Liga de Hungría (1): 2009/2010.

## Participación en competiciones de la UEFA
| Temporada | Torneo                 | Ronda            | Club                  | Casa       | Visita | Global      |
| --------- | ---------------------- | ---------------- | --------------------- | ---------- | ------ | ----------- |
| 1998      | UEFA Intertoto Cup     | 1                | Dnepr                 | 6–0        | 4–2    | 10–2        |
| 1998      | UEFA Intertoto Cup     | 2                | Hradec Králové        | 0–0        | 1–1    | 1–1         |
| 1998      | UEFA Intertoto Cup     | 3                | Hansa Rostock         | 1–1        | 2–1    | 3–2         |
| 1998      | UEFA Intertoto Cup     | Semifinales      | Ruch Chorzów          | 0–3        | 0–1    | 0–4         |
| 1999–00   | UEFA Cup               | 1                | Wolfsburg             | 2–1        | 0–2    | 2–3         |
| 2001–02   | UEFA Cup               | Clasificatoria   | Nistru Otaci          | 3–0        | 0–1    | 3–1         |
| 2001–02   | UEFA Cup               | 1                | Bordeaux              | 3–1        | 1–5    | 4–6         |
| 2003–04   | UEFA Cup               | Clasificatoria   | Ekranas               | 2–1        | 1–1    | 3–2         |
| 2003–04   | UEFA Cup               | 1                | Varteks               | 3–2        | 3–1    | 6–3         |
| 2003–04   | UEFA Cup               | 2                | PAOK                  | 0–0        | 1–1    | 1–1         |
| 2003–04   | UEFA Cup               | 3                | Club Brugge           | 0–0        | 0–1    | 0–1         |
| 2004      | UEFA Intertoto Cup     | 1                | Spartak Trnava        | 4–1        | 0–3    | 4–4         |
| 2005–06   | UEFA Champions League  | Clasificatora 2  | Hajduk Split          | 3–0        | 5–0    | 8–0         |
| 2005–06   | UEFA Champions League  | Clasificatoria 3 | Manchester United     | 0–3        | 0–3    | 0–6         |
| 2005–06   | UEFA Cup               | Play-off         | Shakhtar Donetsk      | 0–2        | 1–4    | 1–6         |
| 2006–07   | UEFA Champions League  | Clasificatoria 2 | Rabotnički            | 1–1        | 1–4    | 2–5         |
| 2007–08   | UEFA Champions League  | Clasificatoria 2 | Elfsborg              | 0–1        | 0–0    | 0–1         |
| 2008–09   | UEFA Cup               | Clasificatoria 1 | Shakhter Karagandy    | 1–0        | 1–1    | 2–1         |
| 2008–09   | UEFA Cup               | Clasificatoria 2 | Young Boys            | 2–3        | 1–4    | 3–7         |
| 2009–10   | UEFA Champions League  | Clasificatoria 2 | Kalmar FF             | 2–0        | 1–3    | 3–3         |
| 2009–10   | UEFA Champions League  | Clasificatoria 3 | Levadia               | 1–0        | 1–0    | 2–0         |
| 2009–10   | UEFA Champions League  | Play-off         | Levski Sofia          | 2–0        | 2–1    | 4–1         |
| 2009–10   | UEFA Champions League  | Grupo E          | Liverpool             | 0–1        | 0–1    | 4º Lugar    |
| 2009–10   | UEFA Champions League  | Grupo E          | Lyon                  | 0–4        | 0–4    | 4º Lugar    |
| 2009–10   | UEFA Champions League  | Grupo E          | Fiorentina            | 3–4        | 2–5    | 4º Lugar    |
| 2010–11   | UEFA Champions League  | Clasificatoria 2 | Levadia               | 3–2        | 1–1    | 4–3         |
| 2010–11   | UEFA Champions League  | Clasificatoria 3 | Basel                 | 0–2        | 1–3    | 1–5         |
| 2010–11   | UEFA Europa League     | Play-off         | Litex Lovech          | 2–0        | 2–1    | 4–1         |
| 2010–11   | UEFA Europa League     | Grupo I          | FC Metalist Járkov    | 0–5        | 1–2    | 4º Lugar    |
| 2010–11   | UEFA Europa League     | Grupo I          | U.C. Sampdoria        | 2–0        | 0–1    | 4º Lugar    |
| 2010–11   | UEFA Europa League     | Grupo I          | PSV                   | 1–2        | 0–3    | 4º Lugar    |
| 2012–13   | UEFA Champions League  | Clasificatoria 2 | Skënderbeu Korçë      | 3–0        | 0–1    | 3–1         |
| 2012–13   | UEFA Champions League  | Clasificatoria 3 | BATE                  | 0–2        | 1–1    | 1–3         |
| 2012–13   | UEFA Europa League     | Play-off         | Club Brugge           | 0–3        | 1–4    | 1–7         |
| 2013–14   | UEFA Europa League     | Clasificatoria 2 | Strømsgodset          | 0–3        | 2–2    | 2–5         |
| 2014–15   | UEFA Champions League  | Clasificatoria 2 | Cliftonville          | 2–0        | 0–0    | 2–0         |
| 2014–15   | UEFA Champions League  | Clasificatoria 3 | BATE                  | 1–0        | 1–3    | 2–3         |
| 2014–15   | UEFA Europa League     | Play-off         | Young Boys            | 0–0        | 1–3    | 1–3         |
| 2015–16   | UEFA Europa League     | Clasificatoria 1 | FK Sutjeska Nikšić    | 3–0        | 0–2    | 3–2         |
| 2015–16   | UEFA Europa League     | Clasificatoria 2 | Skonto                | 9–2        | 2–2    | 11–4        |
| 2015–16   | UEFA Europa League     | Clasificatoria 3 | Rosenborg             | 2–3        | 1–3    | 3–6         |
| 2016–17   | UEFA Europa League     | Clasificatoria 1 | La Fiorita            | 2–0        | 5–0    | 7–0         |
| 2016–17   | UEFA Europa League     | Clasificatoria 2 | Torpedo-BelAZ Zhodino | 1–2        | 0–1    | 1–3         |
| 2019–20   | UEFA Europa League     | Clasificatoria 1 | Kukësi                | 3–0        | 1–1    | 4–1         |
| 2019–20   | UEFA Europa League     | Clasificatoria 2 | Torino                | 1-4        | 0–3    | 1–7         |
| 2023-24   | UEFA Conference League | Clasificatoria 2 | Alashkert             | 1-2 (t.e.) | 1–0    | 2–2 (3-2 p) |
| 2023-24   | UEFA Conference League | Clasificatoria 3 | Rapid Wien            | 0–5        | 0–0    | 0-5         |

## Récord ante países de oposición
| País                | J  | G  | E  | P  | GF  | GC  | GD  |
| ------------------- | -- | -- | -- | -- | --- | --- | --- |
| Albania             | 2  | 1  | 0  | 1  | 3   | 1   | +2  |
| Armenia             | 2  | 1  | 0  | 1  | 2   | 2   | 0   |
| Austria             | 2  | 0  | 1  | 1  | 0   | 5   | -5  |
| Bielorrusia         | 6  | 2  | 1  | 3  | 12  | 6   | +6  |
| Bélgica             | 4  | 0  | 1  | 3  | 1   | 8   | -7  |
| Bulgaria            | 4  | 4  | 0  | 0  | 8   | 2   | +6  |
| Croacia             | 4  | 4  | 0  | 0  | 14  | 3   | +11 |
| República Checa     | 2  | 0  | 2  | 0  | 1   | 1   | 0   |
| Inglaterra          | 4  | 0  | 0  | 4  | 0   | 8   | -8  |
| Estonia             | 4  | 3  | 1  | 0  | 6   | 3   | +3  |
| Francia             | 4  | 1  | 0  | 3  | 4   | 14  | -11 |
| Alemania            | 4  | 2  | 1  | 1  | 5   | 5   | 0   |
| Grecia              | 2  | 0  | 2  | 0  | 1   | 1   | 0   |
| Italia              | 4  | 1  | 0  | 3  | 7   | 10  | -3  |
| Kazajistán          | 2  | 1  | 1  | 0  | 2   | 1   | +1  |
| Letonia             | 2  | 1  | 1  | 0  | 11  | 4   | +7  |
| Lituania            | 2  | 1  | 1  | 0  | 3   | 2   | +1  |
| Macedonia del Norte | 2  | 0  | 1  | 1  | 2   | 5   | -3  |
| Moldavia            | 2  | 1  | 0  | 1  | 3   | 1   | +2  |
| Montenegro          | 2  | 1  | 0  | 1  | 3   | 2   | +1  |
| Países Bajos        | 2  | 0  | 0  | 2  | 1   | 5   | -4  |
| Irlanda del Norte   | 2  | 1  | 1  | 0  | 2   | 0   | +2  |
| Noruega             | 4  | 0  | 1  | 3  | 5   | 11  | -6  |
| Polonia             | 2  | 0  | 0  | 2  | 0   | 4   | -4  |
| Eslovaquia          | 2  | 1  | 0  | 1  | 4   | 4   | 0   |
| San Marino          | 2  | 2  | 0  | 0  | 7   | 0   | +7  |
| Suecia              | 4  | 1  | 1  | 2  | 3   | 4   | -1  |
| Suiza               | 4  | 0  | 0  | 4  | 4   | 12  | -8  |
| Ucrania             | 4  | 0  | 0  | 4  | 2   | 13  | -11 |
| Total               | 81 | 29 | 14 | 38 | 111 | 128 | –17 |

## Entrenadores
A continuación se muestran algunos de los entrenadores que ha tenido el club a lo largo de su historia.
| Año           | Entrenador        |
| ------------- | ----------------- |
| 1963          | Gyula Lóránt      |
| 1993–96       | Lajos Garamvölgyi |
| 1996–99       | András Herczeg    |
| 1998–00       | Lajos Garamvölgyi |
| 2001–02       | János Pajkos      |
| 2004–06       | Attila Supka      |
| 2006–07       | Miroslav Beránek  |
| 2007–10       | András Herczeg    |
| 2011          | Zdeněk Ščasný     |
| 2011–presente | Elemér Kondás     |